# Deklaracja terezińska
Deklaracja terezińska, także deklaracja z Terezina, pełna nazwa: Deklaracja terezińska w sprawie mienia okresu Holokaustu i związanych z tym zagadnień – akt miękkiego prawa międzynarodowego przyjęty 30 czerwca 2009 przez 46 państw podczas konferencji Mienie okresu Holocaustu w Terezinie w Czechach. Celem dokumentu jest skłonienie państw, które go zaakceptowały, do regulowania statusu prawnego majątku ofiar Holocaustu, pomocy dla osób ocalonych z zagłady Żydów oraz prowadzenia edukacji na temat tej niemieckiej zbrodni nazistowskiej i jej następstw. Uznaje się, że akt ten nie ma charakteru wiążącego, a w szczególności nie rodzi obowiązków i nie określa sankcji wobec państw, które nie stosują się do jego postanowień. Zadanie przygotowania jednorazowego raportu oceniającego postępy realizacji deklaracji nakłada na Departament Stanu amerykańska ustawa JUST (tzw. ustawa 447).

## Powstanie deklaracji
Tekst deklaracji powstał w trakcie zorganizowanej przez czeski rząd i trwającej od 26 do 30 czerwca 2009 w Pradze i Terezinie międzynarodowej konferencji pod nazwą „Mienie okresu Holocaustu” (ang. 2009 Holocaust Era Assets Conference in Prague). Udział w niej wzięli przedstawiciele 46 państw. Były to: Albania, Argentyna, Australia, Austria, Belgia, Białoruś, Bośnia i Hercegowina, Brazylia, Bułgaria, Chorwacja, Cypr, Czarnogóra, Czechy, Dania, Estonia, Finlandia, Francja, Grecja, Hiszpania, Holandia, Irlandia, Izrael, Kanada, Litwa, Luksemburg, Łotwa, Macedonia, Malta, Mołdawia, Niemcy, Norwegia, Polska, Portugalia, Rumunia, Rosja, Serbia (obserwator), Słowacja, Słowenia, Stolica Apostolska (obserwator), Szwajcaria, Szwecja, Turcja, Ukraina, Urugwaj, Stany Zjednoczone, Węgry, Wielka Brytania, Włochy. Według innych źródeł deklarację poparło 47 państw.
Przedmiotem obrad była w szczególności kwestia zaspokojenia potrzeb materialnych osób ocalonych z Holocaustu oraz prowadzenia edukacji o jego przyczynach i następstwach. 30 czerwca 2009 zaakceptowano dokument końcowy i nadano mu tytuł Deklaracja terezińska w sprawie mienia okresu Holokaustu i związanych z tym zagadnień.
Reprezentantem Polski na konferencji był Władysław Bartoszewski.

## Charakter prawny deklaracji
Specjaliści w zakresie prawa międzynarodowego wskazują, że deklarację należy traktować jako akt niewywołujący skutków prawnych. Pogląd taki wyrażają również przedstawiciele władz Polski. Według przedstawionej w marcu 2018 opinii podsekretarza stanu w polskim Ministerstwie Spraw Zagranicznych, Piotra Wawrzyka, sama Deklaracja Terezińska nie jest wiążącym aktem prawa międzynarodowego. Opisywany dokument nie nakłada obowiązków i nie przewiduje sankcji w przypadku nieosiągnięcia celów ustanowionych w Deklaracji. Tym samym Rzeczpospolita Polska, tak jak pozostałe 45 państw uczestniczących w Konferencji, nie jest prawnie zobowiązana do wypełniania postanowień i celów wskazanych ww. dokumencie. Z kolei wiceminister spraw zagranicznych, Bartosz Cichocki, wypowiadając się o statusie tego aktu, stwierdził: Postanowienia Deklaracji Terezińskiej nie zawierają zobowiązań o charakterze prawnie wiążącym w świetle prawa międzynarodowego. Ma ona charakter niewiążącego dokumentu politycznego typu soft law.
Przyjęta w kwietniu 2017, przez Kongres Stanów Zjednoczonych, ustawa JUST (tzw. ustawa 447) nałożyła na Departament Stanu powinność przygotowania raportu z realizacji deklaracji w krajach uczestniczących w konferencji w Terezinie.